# Sühnestein

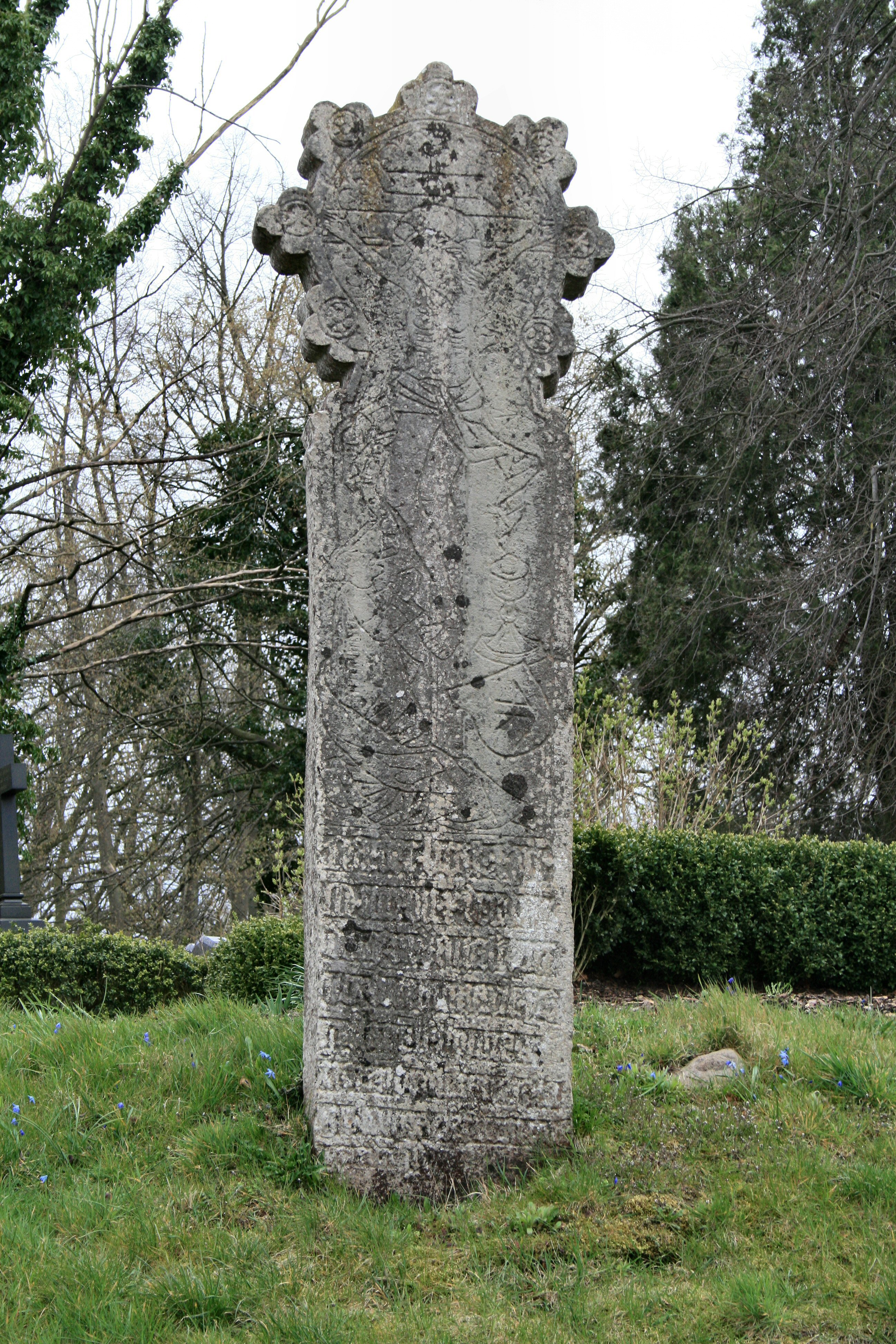
Der Sühnestein von Gustow aus dem Jahr 1510

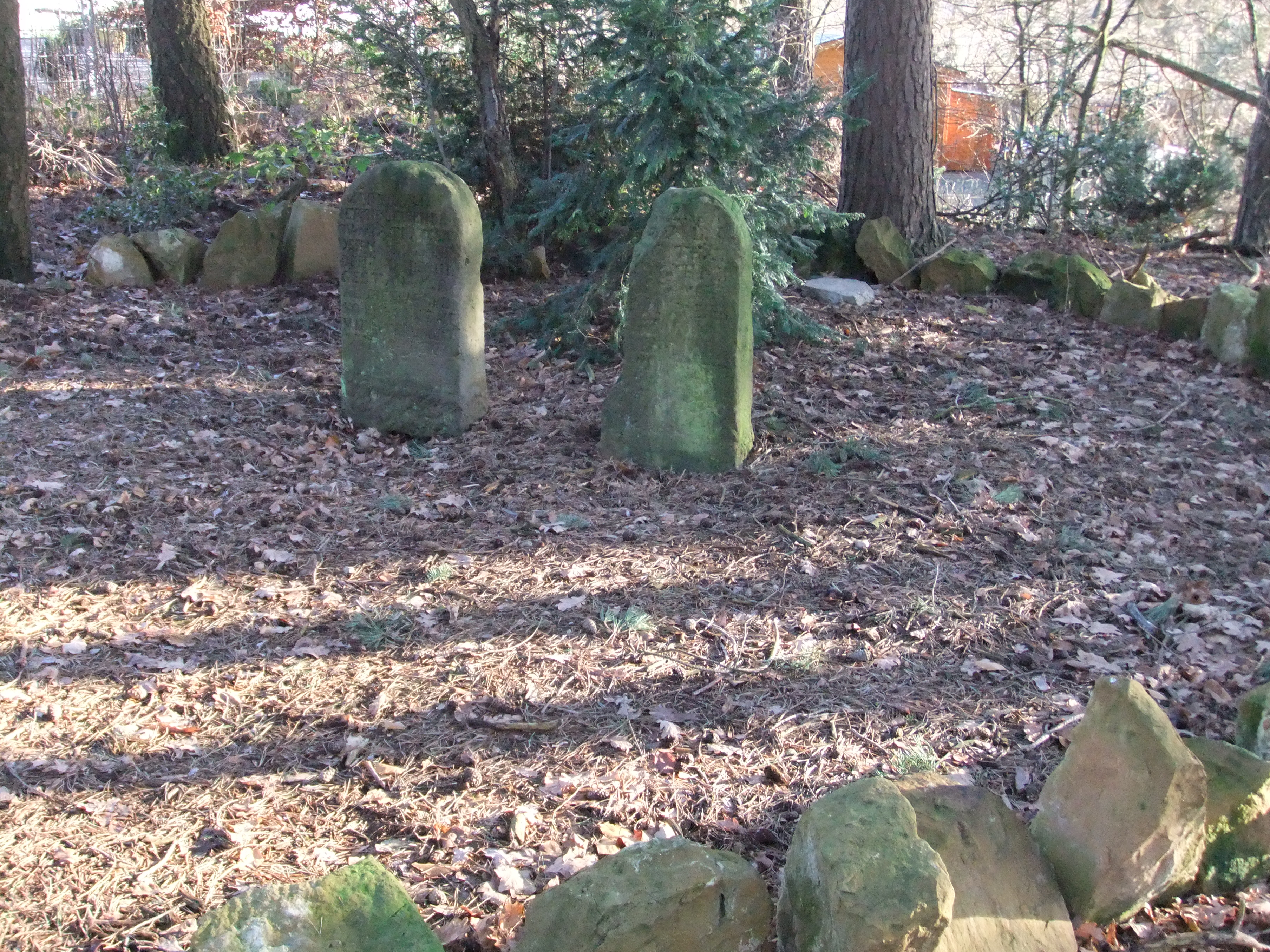
Mordsteine in Bielefeld von 1660

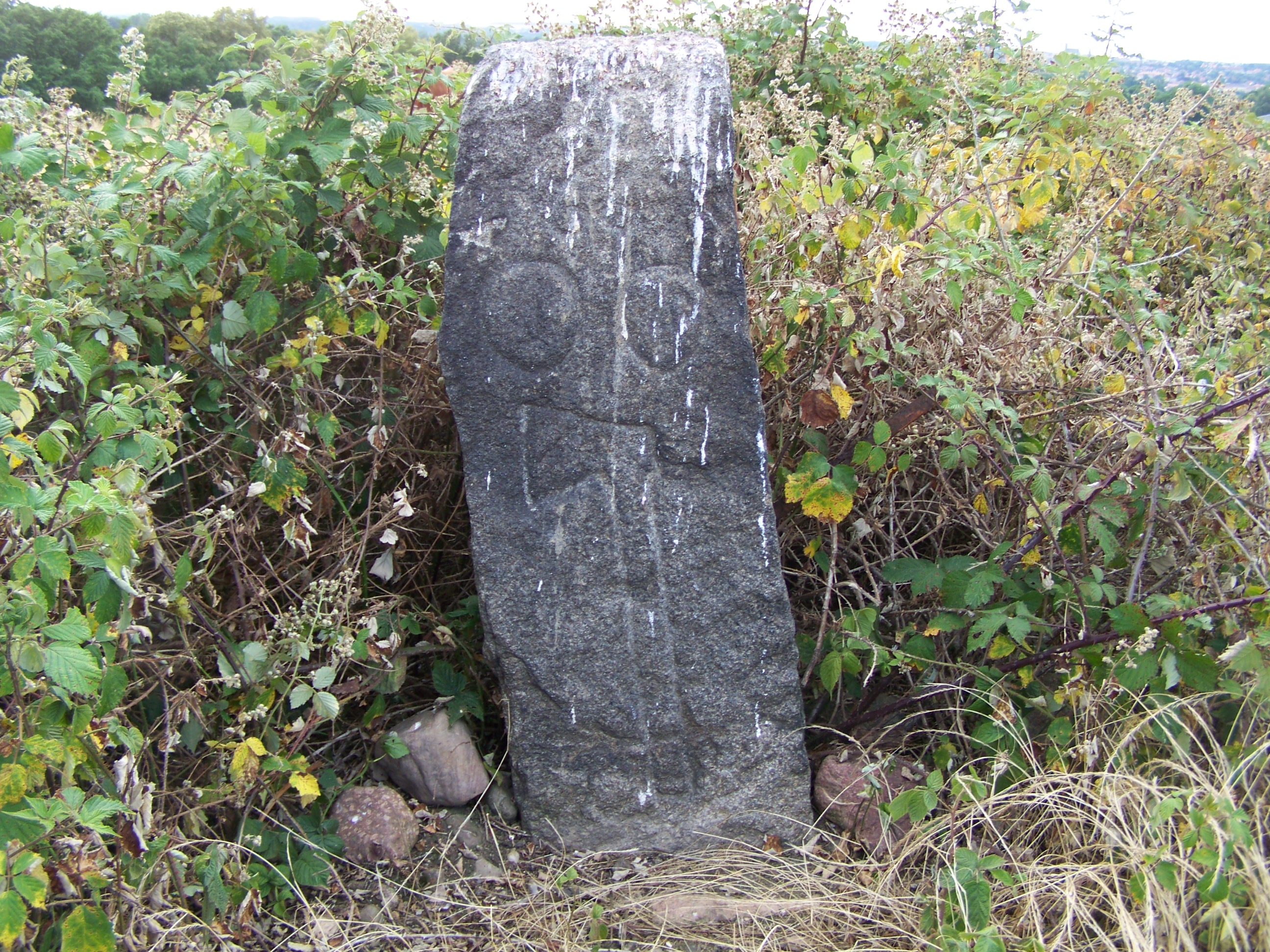
Sühnestein (Mordstein) in Jeßnitz bei Bautzen aus dem Jahr 1669

Ein Sühnestein oder Mordwange, auch Mordstein genannt, ist ein aus dem Mittelalter oder der Frühen Neuzeit stammender Gedenkstein, der, möglicherweise nach einem Urteil im Rahmen des Fehdewesens, an der Stelle errichtet wurde, an der ein Mord geschehen war. Sühnesteine werden als Flurdenkmale oder Bodendenkmale eingestuft.
Die Steine enthalten zum Teil Inschriften zum Anlass ihrer Aufstellung. In ihrer norddeutschen, auf der Insel Rügen und in Mecklenburg erhaltenen Ausführung sind sie flach und sehr hoch. Insbesondere im süddeutschen Raum sind sie häufig in Kreuzform oder zeigen Kreuzigungsszenen, weshalb sie als Sühnekreuze bezeichnet werden.
Noch an ihrem originalen Standort erhalten sind z. B. der Pomertstein bei Herrnburg, der Denkstein des Ludeke Mozellenburch bei Grevesmühlen, der Sühnestein Bützow in Bützow, der Sühnestein von Schaprode und der Sühnestein von Gustow auf Rügen. Der Sühnestein von Gingst wurde als Grabstein umgewidmet.
Es existieren darüber hinaus Sühnesteine in unterschiedlichen Formen und Größen. Zum Beispiel haben sich als kleinere, Grabsteinen ähnelnde Varianten zwei Sühnesteine, Mordsteine genannt, im Bielefelder Stadtbezirk Sennestadt erhalten. Bei Hann. Münden stehen im Wald zwei 1614 aufgestellte Mordsteine wegen eines Raubmordes an zwei Kaufleuten.
In neuerer Zeit wurden ebenfalls Gedenksteine nach Morden aufgestellt. Ein Beispiel dafür ist die Mordstelle in Bockau.